# Cucullaeidae
Famille
Genres de rang inférieur
- Cucullaea

Les Cucullaeidae sont une famille de mollusques bivalves de l'ordre des Arcida (anciennement des Arcoida).

## Liste des genres
Selon NCBI (28 oct. 2011) et ITIS (28 oct. 2011), il n'existe de nos jours qu'un seul genre dans cette famille :
- genre Cucullaea Lamarck, 1801

Paleobiology Database (28 oct. 2011) y ajoute les genres éteints suivants :
- genre Dicranodonta
- genre Lopatinia
- genre Megacucullaea
- genre Noramya
- genre Pseudocucullaea